# Neuronaler Erregungskreis
Ein neuronaler Erregungskreis oder neuronaler Schaltkreis ist eine funktionale Einheit von miteinander verbundenen Neuronen, die sich in ihrer Aktivität gegenseitig beeinflussen (ähnlich einem Regelkreis). Der einfachste neuronale Erregungskreis ist der monosynaptische Reflexbogen.
Die Verbindungen sind dabei elektrochemischer Natur und bestehen meist aus Dendriten, die über Synapsen mit anderen Neuronen verbunden sind.
Als Biocomputer wird der neuronale Schaltkreis in der erkenntnistheoretischen Methodik von John Cunningham Lilly bezeichnet.